# Adoretus calvus
Adoretus calvus är en skalbaggsart som beskrevs av Ohaus 1914. Adoretus calvus ingår i släktet Adoretus och familjen Rutelidae. Inga underarter finns listade i Catalogue of Life.